# ایزابلا اسپرینگمول تجادا
ایزابلا اسپرینگمول تجادا (نام مستعار، بلیتا؛ متولد ۲۳ فوریه ۱۹۹۷) یک طراح مد اهل گواتمالا است. او اولین طراح مدی است که به سندرم داون مبتلا شده است. او با برند خود با نام Down to Xjabelle، طرح‌های مختلفی را با استفاده از پارچه‌های رنگارنگ گواتمالایی ایجاد می‌کند. او از قدرت مد برای به چالش کشیدن کلیشه‌ها و تبعیض‌های اجتماعی‌ای که به خاطر شرایط زندگی‌اش تجربه کرده؛ استفاده می‌کند. طرح‌های او در بخش نمایشگاه بین‌المللی هفته مد لندن در سال ۲۰۱۶ به نمایش گذاشته شد. در همان سال او به عنوان یکی از ۱۰۰ زن تأثیرگذار بی‌بی‌سی انتخاب شد.

## زمینه
اسپرینگمول آخرین فرزند یک خانواده چهار نفره است. مادربزرگ مادری او طراح لباس بود. اسپرینگمول در دوران نوجوانی به طراحی و ساخت لباس برای عروسک‌هایش می‌پرداخت. سپس در کالج به تحصیل ادبیات پرداخت و پس از دریافت لیسانس آن رشته، برای تحصیل در رشته مد درخواست داد. اما به دلیل مبتلا بودن به سندرم داون درخواست او رد شد. او سرانجام در مدرسه‌ای پذیرفته شد تا به تحصیل مد بپردازد.

## سبک
اسپرینگمول در طرح‌های خود تحت‌تأثیر فرهنگ عامه گواتمالا قرار دارد. او با هنرمندان متعدد گواتمالایی کار کرده و از آن‌ها تأثیر گرفته است. او با الهام از فرهنگ کشورش انواع لوازم جانبی، کیف‌پول، پانچو و لباس می‌سازد. او همچنین برای مبتلایان به سندرم داون لباس‌های اختصاصی طراحی می‌کند. طرح‌های او معمولاً پر جنب و جوش هستند، با گلدوزی‌های رنگارنگ و با استفاده از منسوجات قدیمی گواتمالا. بی‌بی‌سی دربارهٔ طراحی او می‌گوید: «او طراحی منحصربه‌فرد خود را دارد. او با دست‌چین کردن منسوجات قدیمی و اصیل گواتمالایی از تأمین‌کننده مورد اعتمادش در آنتیگوا، طرح‌های مختلفی را با استفاده از آن منسوجات و گلدوزی‌های مختلف طراحی می‌کند.»

## افتخارات
در سال ۲۰۱۵، از اسپرینگمول دعوت شد تا کارهای خود را در موزه منسوجات و لباس‌های بومی ایکسل در گواتمالا به نمایش بگذارد. این نمایش منجر به فروش کلکسیون او شد. از آن زمان محبوبیت او افزایش یافت و طرح‌های او در پاناما نشان داده شد. در سال ۲۰۱۶، لباس‌های او در بخش نمایشگاه بین‌المللی مد در هفته مد لندن به نمایش گذاشته شد. در اکتبر ۲۰۱۶ او به رم دعوت شد تا طرح‌های خود را به نمایش بگذارد. او به دلیل سهمش در مد، علی‌رغم شرایط بیماری‌اش، در سال ۲۰۱۶ به عنوان یکی از ۱۰۰ زن بی‌بی‌سی انتخاب شد.
در سال ۲۰۱۷، ایزابلا اسپرینگمول توسط عکاس اتریشی مانفرد شوچر به تصویر کشیده شد و او در مورد تجربیات خود در یک ویدیو صحبت کرد. عکس‌های او در مجلات سراسر جهان منتشر شد و مجموعه عکس‌های او برای ماه‌ها در نمایشگاه فضای باز اتریش به نام "Menschenbilder OÖ ۲۰۱۷" به نمایش گذاشته شد.
در سال ۲۰۲۱، او مجموعه‌ای برای هفته مد لاتین کلرادو ایجاد و در آن شرکت کرد.